# Ильиных, Михаил Васильевич
Михаил Васильевич Ильиных (21 февраля 1957 года, с. Завьялово, Искитимский район, Новосибирская область) — депутат Мурманской областной Думы. Заслуженный военный специалист РФ.

## Биография
Михаил Ильиных родился 21 февраля 1957 года в селе Завьялово Искитимского района Новосибирской области в семье Василия и Евдокии Ильиных.
Окончил Высшее военно-морское училище им. Ленинского комсомола по специальности «инженер-электромеханик», Военно-морскую академию имени Н. Г. Кузнецова, курсы академии Генерального штаба «оборона и национальная безопасность».
С 1979 года — начальник лаборатории цеха торпедного вооружения торпедной базы флотилии подводных лодок. С 1980 года — командир боевой части подводной лодки К-210. С 1983 года — помощник командира подводной лодки К-418. С 1986 года — старший помощник командира подводной лодки К-137 «Ленинец».
С сентября 1990 года — командир подводной лодки К-395. С 1992 года — командир 2-го экипажа подводной лодки К-253. В 1993 году — командир подводной лодки К-137 «Ленинец». С декабря 1993 года — командир 2-го экипажа подводной лодки К-407 «Новомосковск». С 1997 года — заместитель командира.
С 1999 года — начальник штаба 13-й дивизии подводных лодок. С 2000 года — начальник штаба 31-й дивизии подводных лодок; с 2001 года — командир 18-й дивизии подводных лодок. Воинское звание контр-адмирал присвоено 11 июня 2002 года. С 2005 года — заместитель начальника штаба Северного флота. С 2009 года — заместитель командующего Северным флотом по вооружению и эксплуатации вооружения. с 2012 года находится в запасе.
В декабре 2014 года был избран Председателем Мурманской областной Думы пятого созыва.
В сентябре 2016 года избран депутатом Мурманской областной Думы шестого созыва по Печенгскому одномандатному избирательному округу № 10.

## Общественная деятельность
В Областной Думе отстаивает интересы военных. Долгое время жил в ЗАТО Североморск, Как председатель комитета мурманской областной Думы по вопросам безопасности, ВПК, делам военнослужащих и ЗАТО.
Участвовал в разработке законопроекта о почетных званиях. Речь идет о присвоении населенным пунктам званий «Город Морской доблести», «Рубеж воинской доблести», «Поселок летной доблести». Подобные законы уже приняты в ряде регионов страны.
«Считаю, что идея разработать свой региональный закон, который бы способствовал увековечению памяти о подвигах наших земляков, достойна внимательного и вдумчивого подхода», — отмечал Михаил Ильиных .

## Реновация ЗАТО
В 2021 году в Мурманской области начался первый этап реновации закрытых территориальных образований.
Разработкой проекта занимались члены комитета по вопросам безопасности, военно-промышленного комплекса, делам военнослужащих и ЗАТО, который возглавляет Михаил Ильиных.
Он лично контролировал ход работ в ЗАТО Североморск.
По программе реновации ЗАТО в Североморске ведётся снос пустующих зданий, капитальный ремонт жилых домов и пустующего жилья, благоустройство территорий, модернизация объектов.
Ожидается, что в течение трех лет флотская столица и населенные пункты в её составе избавятся от аварийных и пустующих жилых зданий.

## Личная жизнь
Женат. Воспитал троих дочерей.

## Награды
- Орден «За военные заслуги»[1].
- 11 ведомственных медалей[1].
- Почётные грамоты Мурманской областной Думы[1].
- Благодарность Председателя Совета Федерации Федерального Собрания РФ[1].
- Знак отличия «За заслуги перед Мурманской областью»[11] .

## Декларированное имущество
Общая сумма декларированного дохода за 2020 год составила 4,350 млн рублей. Общая площадь недвижимости, задекларированная за 2018 год — 31,6 м2. По декларации за 2020 год имеет транспортные средства «Nissan X-trail» и «УАЗ-39629».